# Felton Perry
Felton Perry (Chicago, 11 settembre 1945) è un attore statunitense, famoso per aver interpretato l'ispettore Smith Early in Una 44 Magnum per l'ispettore Callaghan.

## Filmografia parziale

### Cinema
- America, America, dove vai? (Medium Cool), regia di Haskell Wexler (1969)
- Carne fresca per sette bastardi (Brute Corps), regia di Jerry Jameson (1971)
- Night Call Nurses, regia di Jonathan Kaplan (1972)
- Detective G (Trouble Man), regia di Ivan Dixon (1972)
- Un duro per la legge (Walking Tall), regia di Phil Karlson (1973)
- Una 44 Magnum per l'ispettore Callaghan (Magnum Force), regia di Ted Post (1973)
- L'inferno di cristallo (The Towering Inferno), regia di John Guillermin (1974)
- Sudden Death, regia di Eddie Romero (1977)
- Arizona campo 4 (Mean Dog Blues), regia di Mel Stuart (1978)
- Su e giù per Beverly Hills (Down and Out in Beverly Hills), regia di Paul Mazursky (1986)
- RoboCop, regia di Paul Verhoeven (1987)
- Il seme della gramigna (Weeds), regia di John D. Hancock (1987)
- Al diavolo il paradiso (Checking Out), regia di David Leland (1989)
- RoboCop 2, regia di Irvin Kershner (1990)
- Terza base (Talent for the Game), regia di Robert M. Young (1991)
- Un nuovo caso per l'ispettore Sam Dietz (Relentless 3), regia di James Lemmo (1993)
- RoboCop 3, regia di Fred Dekker (1993)
- Il ritorno dei giocattoli assassini (Puppet Master 4), regia di Jeff Burr (1993)
- Scemo & più scemo (Dumb & Dumber), regia di Peter Farrelly (1994)

### Televisione
- Ironside – serie TV, 4 episodi (1969-1973)
- Room 222 – serie TV, episodio 1x16 (1969)
- Dragnet – serie TV, episodio 4x18 (1970)
- Giulia (Julia) – serie TV, episodio 2x25 (1970)
- La tata e il professore (Nanny and the Professor) – serie TV, episodio 1x11 (1970)
- Adam-12 – serie TV, 2 episodi (1971-1972)
- Mannix – serie TV, 2 episodi (1972)
- Medical Center – serie TV, episodio 5x14 (1974)
- Sulle strade della California (Police Story) – serie TV, episodio 2x18 (1975)
- Barnaby Jones – serie TV, episodio 6x16 (1978)
- Hill Street giorno e notte (Hill Street Blues) – serie TV, 3 episodi (1982-1985)
- New York New York (Cagney & Lacey) – serie TV, episodio 4x21 (1985)
- L.A. Law - Avvocati a Los Angeles (L.A. Law) – serie TV, 83 episodi (1986-1990)
- Hooperman – serie TV, 42 episodi (1987-1989)
- Ragazza di strada (Daughter of the Streets) – film TV, regia di Edwin Sherin (1990)
- Murphy Brown – serie TV, episodio 4x11 (1991)
- Willy, il principe di Bel-Air (The Fresh Prince of Bel-Air) – serie TV, episodio 2x22 (1992)
- Mr. Cooper (Hangin' with Mr. Cooper) – serie TV, episodio 1x17 (1993)
- NYPD - New York Police Department (NYPD Blue) – serie TV, episodio 1x17 (1994)
- Living Single – serie TV, episodio 2x15 (1995)
- Sports Night - serie TV, episodio 1x09 (1998)
- Giudice Amy (Judging Amy) – serie TV, episodio 4x03 (2002)
- West Wing - Tutti gli uomini del Presidente (The West Wing) – serie TV, episodio 3x17 (2002)

## Doppiatori italiani
Nelle versioni in italiano delle opere in cui ha recitato, Felton Perry è stato doppiato da:
- Gianfranco Bellini in Una 44 Magnum per l'ispettore Callaghan
- Elio Zamuto in Un duro per la legge
- Giorgio Lopez in RoboCop
- Cesare Barbetti in RoboCop 2
- Massimiliano Virgilii in RoboCop 3